# Криогеника
 Тази статия е за раздел от физиката.  За медицинското приложение вижте крионика.  
Криогеника (на гръцки: κρύος, студ и γενεια, генерация) е раздел от физиката на ниските температури, изучаващ закономерностите на изменение на свойствата на веществото в условията на ниски температури. С този термин се означават също технологиите и апаратурата за работа в условия на ниски температури.
Физиката на ниските температури е на свой ред част от физиката на кондензираната материя и разглежда такива явления като свръхпроводимост и сверхтекучество.

## Ниски температури
Прието е за ниски (криогенни) температури да се считат температурите под 120 K (температура на кондензация на природния газ) до температура 0,7 K (температура на втечняване на хелия във вакуум). Температурите под 0,3 K са в областта на свръхниските температури, за чието получаване се използват специални методи на охлаждане.